# Wybory parlamentarne w Estonii w 2003 roku
Wybory parlamentarne w Estonii w 2003 roku odbyły się 2 marca 2003. Były to czwarte wybory do Zgromadzenia Państwowego (Riigikogu) od czasu odzyskania przez Estonię niepodległości. W ich wyniku wyłoniono 101 posłów nowej kadencji parlamentu. Frekwencja wyborcza wyniosła 58,2%.

## Wyniki wyborów
| Lista wyborcza                                | Głosy    | %     | Mandaty | Zmiana |
| --------------------------------------------- | -------- | ----- | ------- | ------ |
| Estońska Partia Centrum                       | 125 709  | 25,4% | 28      | –      |
| Partia Res Publica                            | 121 ;856 | 24,6% | 28      | +28    |
| Estońska Partia Reform                        | 87 551   | 17,7% | 19      | +1     |
| Estoński Związek Ludowy                       | 64 463   | 13,0% | 13      | +6     |
| Związek Ojczyźniany                           | 36 169   | 7,3%  | 7       | –11    |
| Partia Ludowa „Moderaci”                      | 34 837   | 7,0%  | 6       | –11    |
| Estońska Zjednoczona Partia Ludowa            | 11 113   | 2,2%  | —       | –6     |
| Partia Estońskich Chrześcijańskich Demokratów | 5275     | 1,1%  | —       | —      |
| Estońska Partia Niepodległości                | 2705     | 0,5%  | —       | —      |
| Estońska Socjaldemokratyczna Partia Pracy     | 2059     | 0,4%  | —       | —      |
| Rosyjska Partia w Estonii                     | 990      | 0,2%  | —       | —      |
| Niezależni                                    | 2161     | 0,4%  | —       | —      |
| Razem                                         | 494 888  | 100%  | 101     | —      |